# Јадранско море
Јадранско море је водена површина која раздваја Балканско полуострво од Апенинског полуострва и Динарске планине од Апенинских планина. Јадранско море је најсевернији крак Средоземног мора, који се простире од Отрантских врата (где се спаја са Јонским морем) до Падске низије на северозападу. Земље са обалом на Јадранском мору су Италија, Словенија, Хрватска, Босна и Херцеговина, Црна Гора и Албанија. У мору се налази преко 1.300 острва, која се углавном налазе на источној обали и припадају Хрватској. Подељена је у три басена, северни је најплићи а јужни најдубљи, са највећом дубином од 1.233 метра. Отрантски праг, подводни гребен, налази се на граници између Јадранског и Јонског мора. Најчешће струје теку у смеру супротном од Отрантских врата, дуж источне обале и назад до мореуза дуж западне (италијанске) обале.

## Име и етимологија
Име Јадранског мора постоји још од античких времена; на латинском се звало Mare Hadriaticum. На модерним језицима, зове се и Mare Adriatico на италијанском, Adriatisches Мeer на немачком, Jadransko morje на словеначком, Јадранско море на српском и Deti Adriatik на албанском. Оно највероватније потиче од илирске речи adur која означава воду или море.
Име је добило по граду Адрији (или Hadria), и тако се звао само северни део данашњег Јадранског мора, али је временом цео залив Средоземља добио име Јадранско море. У средњем веку балкански Словени су Јадранско море називали Сиње море. Споменуто је у Дјелима апостолским, 5. књизи Новог завјета, 27,27. иако је тада Адријом, поред данашњег Јадранског мора, називан и део Средоземног мора између Малте и Крита.
Томо Скалица је у својим путописима записао: …разапевши јадра заједрисмо… и …узвучена су на нашем броду јадра…, а Мијат Стојановић је записао: …увукав јадро на веслих…неразвивши јадро веслајућ…

## Настанак Јадранског мора
У прошлости Јадранско море је представљало реликт некадашњег праокеана Тетиса. У терцијару долази до прве веће трансгресије када вода плави простор од Соче до Албаније. У олигоцену се море повлачи до спољашње линије данашњих острва, а реке продужују своје токове. На северозападу вода прекрива долину Поа, а на југоистоку залази у Албанију. Током миоцена и плиоцена Јадранско море се постепено шири ка истоку и Динаридима. За време плеистоцена обала се више пута повлачила и ширила, а реке су скраћивале и продуживале токове. У постглацијалном периоду долази до отопљавања, тектонских покрета и клима постаје влажнија, што је утицало на то да море потопи ниже делове копна. Истакнутији делови су остали на површини, између су се формирали канали и мореузи, а на крају се коначно образовао и данашњи Јадрански архипелаг. Сваке године море се шири на рачун копна за 2,5 милиметара, односно за један метар у периоду од 400 година.

## Географија Јадранског мора

### Положај и величина
Море се пружа од Тршћанског залива до Отрантских врата правцем северозапад-југоисток на дужини од 783 km. На северу допире до 45° 47' сгш, дубоко задирући у копно Европе. Просечна ширина мора је око 87-210 km, а Отрантског мореуза 72-100 km.
Мноштво острва на северној и источној обали Јадранског мора смањује ширину отвореног мора у том делу на око 145 km. Тотална површина мора је 138.595 km², а дужина обале 7847 km.

### Морфологија дна басена
Дубина Јадрана у Тршћанском заливу износи 23 метра и то је најмања измерена дубина. До линије Пула-Анкона дубине не прелазе 50 метара, што је последица акумулације материјала алпских река. Ка југоистоку до линије Биоград-Падецо дубине се крећу до 70-100 метара. Одатле следи Јабучка потолина која се простире правцем Жирје-ушће Пескаре и ту је најнижа тачка на 277 метара. Овиме се завршава северни плићи део Јадранског басена. Од Јабучке потолине ка југоистоку дно се постепено издиже у Палагрушку пречагу са дубинама од 130-170 метара. На њој су се у виду лука изигла усамљена острва Ластово, Палагружа, Пијаноза и Тремити. Даље ка југоистоку следи Јужнојадранска котлина дугачка 300 km и широка око 85 km. Овде је измерена највећа дубина Јадрана — 1330 метара, на око 80 km југозападно од Херцег-Новог. Од котлине се дно постепено издиже све до 741 метра на линији Валона-Отранто, где се налазе Отрантска врата и Јадран прелази у Јонско море. Просечна дубина басена је око 240 метара.

### Физичке особине воде
Јадранско море се убраја у топла и плава средоземна мора. Лети температура износи од 23 до 27 °C па и више. Вода је најтоплија у августу. Провидност је највећа изнад најдубљих делова и износи до 56m.

## Клима
Градове који се налазе на Јадранском мору карактеришу два изразито различита климатска типа а самим тим и различите временске прилике. Северни део Јадрана (Тршћански залив са околином, Истра) добија велике количине падавина током целе године, што је последица чешћег проласка циклона и хладних фронтова. Са друге стране, јужни део Јадранског мора (ближи Отрантским вратима и остатку Медитерана) карактерише више сунчаних дана и ређа појава падавина. Међутим, због виших температура, већи је ризик од појаве временских непогода.

## Државе са излазом на Јадранско море
- Западна обала:
  -  Италија
- Источна обала:
  -  Словенија
  -  Хрватска
  -  Босна и Херцеговина*
  -  Црна Гора
  -  Албанија

* Без излаза на отворено море.

## Гранични спорови на Јадранском мору
1. Граница у Пиранском заливу (спор између Хрватске и Словеније). Питање изласка Словеније у међународне воде.
2. Граница у Неумском заливу (спор између Хрватске и Босне и Херцеговине). Питање неумске луке, изградње моста-обилазнице преко залива на територији Хрватске, могуће блокаде луке (лучко слепо црево).
3. Јадранско море - ХрватскаГраница на Превлаци (спор између Црне Горе и Хрватске). Питање контроле Рта Оштро (Превлаке) и контроле уласка у Бококоторски залив. Спор решен међународном арбитражом и демилитаризацијом зоне Превлаке између тадашње СР Југославије и Хрватске.